# Freestyle vid olympiska vinterspelen 2014

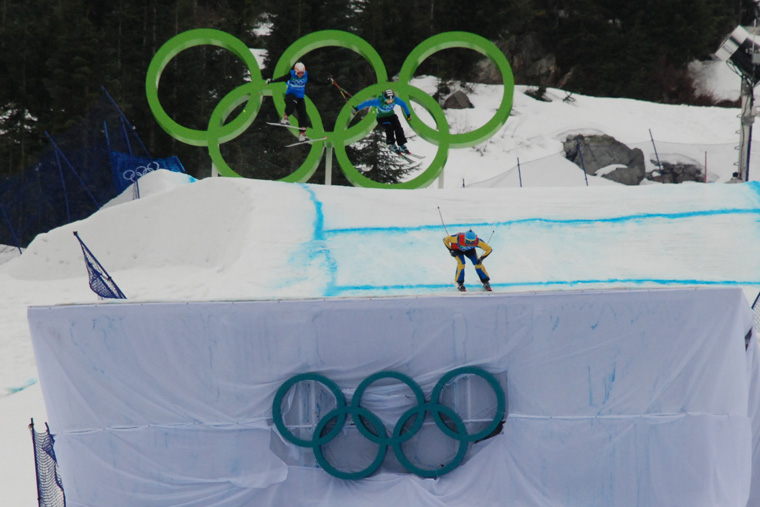
Skicross blev olympisk gren 2010.

Freestyle vid olympiska vinterspelen 2014 hölls vid anläggningen Roza Chutor extrempark i Krasnaja Poljana, Ryssland. 
Tävlingarna pågick mellan den 6 och 21 februari 2014, ca 60 km från OS-staden Sotji.

## Program
| Datum       | Lokal tid | Svensk tid | Gren                        |
| ----------- | --------- | ---------- | --------------------------- |
| 6 februari  | 18:00     | 15:00      | Damernas puckelpist, kval   |
| 8 februari  | 22:00     | 19:00      | Damernas puckelpist, final  |
| 10 februari | 18:00     | 15:00      | Herrar puckelpist, kval     |
| 10 februari | 22:00     | 19:00      | Herrar puckelpist, final    |
| 11 februari | 10:00     | 07:00      | Damernas slopestyle, kval   |
| 11 februari | 13:00     | 10:00      | Damernas slopestyle, final  |
| 13 februari | 10:15     | 07:15      | Herrarnas slopestyle, kval  |
| 13 februari | 13:30     | 10:30      | Herrarnas slopestyle, final |
| 14 februari | 17:45     | 14:45      | Damernas hopp, kval         |
| 14 februari | 21:30     | 18:30      | Damernas hopp, final        |
| 17 februari | 17:45     | 14:45      | Herrarnas hopp, kval        |
| 17 februari | 21:30     | 18:30      | Herrarnas hopp, final       |
| 18 februari | 17:45     | 14:45      | Herrarnas halfpipe, kval    |
| 18 februari | 21:30     | 18:30      | Herrarnas halfpipe, final   |
| 20 februari | 11:45     | 08:45      | Herrarnas skicross, kval    |
| 20 februari | 13:30     | 10:30      | Herrarnas skicross, final   |
| 20 februari | 18:30     | 15:30      | Damernas halfpipe, kval     |
| 20 februari | 21:30     | 18:30      | Damernas halfpipe, final    |
| 21 februari | 11:45     | 08:45      | Damernas skicross, kval     |
| 21 februari | 13:30     | 10:30      | Damernas skicross, final    |

## Medaljsammanfattning
Damer
| Gren                   | Guld                           | Guld                           | Silver                       | Silver                       | Brons                    | Brons                    |
| ---------------------- | ------------------------------ | ------------------------------ | ---------------------------- | ---------------------------- | ------------------------ | ------------------------ |
| Halfpipe Detaljer...   | Maddie Bowman USA              | Maddie Bowman USA              | Marie Martinod Frankrike     | Marie Martinod Frankrike     | Ayana Onozuka Japan      | Ayana Onozuka Japan      |
| Hopp Detaljer...       | Alla Tsuper Belarus            | Alla Tsuper Belarus            | Xu Mengtao Kina              | Xu Mengtao Kina              | Lydia Lassila Australien | Lydia Lassila Australien |
| Puckelpist Detaljer... | Justine Dufour-Lapointe Kanada | Justine Dufour-Lapointe Kanada | Chloé Dufour-Lapointe Kanada | Chloé Dufour-Lapointe Kanada | Hannah Kearney USA       | Hannah Kearney USA       |
| Skicross Detaljer...   | Marielle Thompson Kanada       | Marielle Thompson Kanada       | Kelsey Serwa Kanada          | Kelsey Serwa Kanada          | Anna Holmlund Sverige    | Anna Holmlund Sverige    |
| Slopestyle Detaljer... | Dara Howell Kanada             | Dara Howell Kanada             | Devin Logan USA              | Devin Logan USA              | Kim Lamarre Kanada       | Kim Lamarre Kanada       |

Herrar
| Gren                   | Guld                            | Guld                            | Silver                     | Silver                     | Brons                          | Brons                          |
| ---------------------- | ------------------------------- | ------------------------------- | -------------------------- | -------------------------- | ------------------------------ | ------------------------------ |
| Halfpipe Detaljer...   | David Wise USA                  | David Wise USA                  | Mike Riddle Kanada         | Mike Riddle Kanada         | Kevin Rolland Frankrike        | Kevin Rolland Frankrike        |
| Hopp Detaljer...       | Anton Kusjnir Belarus           | Anton Kusjnir Belarus           | David Morris Australien    | David Morris Australien    | Jia Zongyang Kina              | Jia Zongyang Kina              |
| Puckelpist Detaljer... | Alexandre Bilodeau Kanada       | Alexandre Bilodeau Kanada       | Mikaël Kingsbury Kanada    | Mikaël Kingsbury Kanada    | Aleksandr Smysjljajev Ryssland | Aleksandr Smysjljajev Ryssland |
| Skicross Detaljer...   | Jean-Frédéric Chapuis Frankrike | Jean-Frédéric Chapuis Frankrike | Arnaud Bovolenta Frankrike | Arnaud Bovolenta Frankrike | Jonathan Midol Frankrike       | Jonathan Midol Frankrike       |
| Slopestyle Detaljer... | Joss Christensen USA            | Joss Christensen USA            | Gus Kenworthy USA          | Gus Kenworthy USA          | Nick Goepper USA               | Nick Goepper USA               |

### Medaljtabell
Värdnation
| Pl. | Nation     | Guld | Silver | Brons | Totalt |
| --- | ---------- | ---- | ------ | ----- | ------ |
| 1   | Kanada     | 4    | 4      | 1     | 9      |
| 2   | USA        | 3    | 2      | 2     | 7      |
| 3   | Belarus    | 2    | 0      | 0     | 2      |
| 4   | Frankrike  | 1    | 2      | 2     | 5      |
| 5   | Australien | 0    | 1      | 1     | 2      |
| 5   | Kina       | 0    | 1      | 1     | 2      |
| 7   | Japan      | 0    | 0      | 1     | 1      |
| 7   | Ryssland   | 0    | 0      | 1     | 1      |
| 7   | Sverige    | 0    | 0      | 1     | 1      |
|     | Totalt     | 10   | 10     | 10    | 30     |